# Dolichoura
Dolichoura är ett släkte av tvåhjärtbladiga växter. Dolichoura ingår i familjen Melastomataceae.
Kladogram enligt Catalogue of Life:
| Dolichoura | \| \| Dolichoura kollmannii \| \| \| \| \| \| Dolichoura spiritusanctensis \| \| \| \| |
|            | \| \| Dolichoura kollmannii \| \| \| \| \| \| Dolichoura spiritusanctensis \| \| \| \| |
|            | Dolichoura kollmannii                                                                  |
|            |                                                                                        |
|            | Dolichoura spiritusanctensis                                                           |
|            |                                                                                        |